# 第182独立潜水艦旅団 (ロシア海軍)
第182独立潜水艦旅団（182-я Отдельная Бригада подводных лодок）は、かつて存在したロシア海軍太平洋艦隊に所属する旅団級部隊。プロジェクト877（Kilo）ディーゼル潜水艦を装備し、カムチャツカ半島沿岸における哨戒を任務としていた。カムチャツカのザヴォイコ湾が母港。
解散後太平洋艦隊の通常動力型潜水艦は第19潜水艦旅団に集約された。

## 沿革
- 1953年（又は1955年）：解散された第16潜水艦師団に基づき、クラシェンニコフ湾において旅団編成。
- 1965年：第15潜水艦戦隊に所属。
- 1971年6月：独立旅団（潜水艦×13隻と母艦）となる。ベチェヴィンスカヤ湾に移動。
- 1996年：ザヴォイコ湾に移動。

## 装備
プロジェクト877（Kilo）通常動力型潜水艦×3隻を装備。
- B-494
- B-190
- B-394

## 歴代旅団長
| 職名   | 就任年          | 氏名                     | 階級 |
| ------ | --------------- | ------------------------ | ---- |
| 旅団長 | 1972年 -        | イーゴリ・カルマドノフ   |      |
| 旅団長 | 1974年 -        | ワレンチン・ベツ         | 少将 |
| 旅団長 | 1983年 -        | カライダ                 | 少将 |
| 旅団長 | 1998年 -        | S.シヤノフ               | 大佐 |
| 旅団長 | 1998年 - 2001年 | ヴィクトル・シュリギン   | 大佐 |
| 旅団長 | 2001年 - 2001年 | セルゲイ・クラセンスキー | 大佐 |
| 旅団長 | 2001年 - 2002年 | セルゲイ・ストレリツォフ | 大佐 |
| 旅団長 | -               | ワージム・ポヴォロフ     | 大佐 |